# Victoria Ruffo
Victoria Ruffo (n. 31 mai 1962, Ciudad de México, Mexic) este o cunoscută actriță de origine mexicană.

## Telenovele
- 2016: Las Amazonas - Inés Huerta
- 2014: La Malquerida - Cristina Maldonado
- 2012: Corona de Lagrimas/Coroana de Lacrimi-Refugio Chavero
- 2011: El triunfo del amor/Triumful dragostei-Victoria Sandoval de Gutierrez
- 2009: La Rosa De Guadalupe - Carolina Lopez Hernandez
- 2008: En Nombre del Amor/In numele iubirii - Macarena Espinoza de los Monteros (2008)
- 2007: Victoria - Victoria Santiesteban de Mendoza (2007/08)
- 2007: La Madrastra New scenes - Maria Frenandez Acuña de San Roman  main heroine
- 2005: La Madrastra/Mama Vitrega - María Fernández Acuña de San Roman main heroine
- 2001: Mujer, casos de la vida real -  Erika
- 2000: Abrázame Muy Fuerte/Imbratisari patimase - Cristina Álvarez Rivas de Rivero (2000/01)
- 1998: Vivo por Elena/Elena, viata mea - Elena
- 1995: Pobre niña rica/Saraca fata bogata - Consuelo
- 1993: Al derecho y al derbez
- 1992: Capricho - Cristina (1992/93)
- 1989: Simplemente María - María López (1989/90)
- 1987: Victoria - Victoria
- 1985: Juana Iris - Juana Iris
- 1983: La Fiera - Natalie
- 1982: En busca del paraíso - Grisel
- 1982: Quiéreme siempre - Julia
- 1980: Al rojo vivo - Pilar Álvarez
- 1980: Conflictos de un médico

## Filmografie
- 1987: Yo el ejucutor
- 1986: Un Hombre violento - Susana
- 1982: De pulquero a millonario
- 1982: Una Sota y un caballo: Rancho Avandaro - Maricarmen Sierra
- 1980: El Hombre sin miedo - Laura Aparicio
- 1980: Perro callejero
- 1979: Angel del silencio
- 1979: Discoteca es amor